# Площадь Франции (Каракас)
Площадь Франции (исп. Plaza Francia), также известная как площадь Альтамира (исп. Plaza Altamira), расположена в районе Альтамира, восточной части Каракаса, столицы Венесуэлы. Площадь была образована в начале 1940-х годов и открыта для публики 11 августа 1945 года под названием "площадь Альтамира". Позднее оно было изменено на современное в результате соглашения между городами Каракас и Париж, по которому в Париже появилась площадь Венесуэлы, а в Каракасе — площадь Франции. Площадь была спроектирована городским планировщиком Луисом Роче в рамках проекта "район Альтамира", зажиточной части муниципалитета Чакао (штат Миранда).
На площади Франции установлен обелиск, служащий одной из достопримечательностей Каракаса. От обелиска вниз тянется фонтан, заканчивающийся у небольшого торгового центра и главного входа на станцию Альтамира метрополитена Каракаса.